# Marzec (obraz Isaaka Lewitana)
Marzec (ros. Март) – obraz olejny Isaaka Lewitana, namalowany w 1895.
Tematyka krajobrazu rosyjskiego, w tym nawet najmniej oryginalnych miejsc, fascynowała Isaaka Lewitana przez całą jego twórczość. W swoich pejzażach autor pragnął ukazywać piękno rosyjskiej natury i harmonijne współżycie człowieka z nią.
Obraz Marzec ukazuje naturę budzącą się do życia we wczesnym miesiącu wiosennym. Radosną, optymistyczną atmosferę obrazu kreuje przede wszystkim silne światło padające na całość przedstawionego krajobrazu. Po prawej stronie obrazu widoczny jest piętrowy drewniany dom z gankiem, malowany na żółto, przed którym samotnie stoi wół. Zwierzę zostało namalowane na pokrytej brudnym, topiącym się śniegiem drodze dojazdowej do domu, położonego samotnie wśród pól i lasów. W sąsiedztwie domu, po obu stronach drogi, Lewitan umieścił dwie grupy strzelistych brzóz. Na jednej z nich widoczny jest niedawno założony domek dla ptaków. Dalej od domu umieszczony został zagajnik sosnowy. Silne światło i jasne barwy użyte do namalowania obrazu (żółć domu, biel śniegu i brzóz) kreują wrażenie odradzania się natury do życia, jej bogactwo i pokojowe współistnienie z człowiekiem, czego wyrazem jest położenie domu w sąsiedztwie lasu i karmnik na drzewie. Ukazany krajobraz został poddany liryzacji.
Podobną atmosferę wiosny Lewitan oddawał w innych pejzażach przedstawiających tę porę roku, m.in. w wykonanym dwa lata po Marcu obrazie Wiosna. Wielka woda.